# Volodymyr Česnakov
Volodymyr Hennadijovyč Česnakov (in ucraino Володимир Геннадійович Чеснаков?; Sumy, 12 febbraio 1988) è un calciatore ucraino, difensore del Vorskla.

## Carriera

### Club
Ha giocato nella prima divisione ucraina.

### Nazionale
Ha partecipato agli Europei Under-21 del 2011.

## Palmarès

### Club

#### Competizioni nazionali
- Coppa d'Ucraina: 1

Vorskla: 2008-2009